# Campionat d'Europa de muntanya
El Campionat d'Europa de muntanya és una competició d'automobilisme que s'ha vingut disputant anualment en dues etapes: la primera, de 1930 a 1933, organitzat per l'Associació Internacional de Clubs d'Automobilisme Reconeguts (AIACR) i la segona, d'ençà de 1957 fins a l'actualitat, organitzat per la Federació Internacional d'Automobilisme (FIA). El campionat inclou pujades de muntanya celebrades en diferents muntanyes europees.
Al revés de les curses de velocitat en circuits, cada pilot surt per separat del punt de sortida per tal d'atènyer el cim en el menor temps possible. Les curses acullen monoplaces, sport-prototipus i cotxes de turisme.

## Història

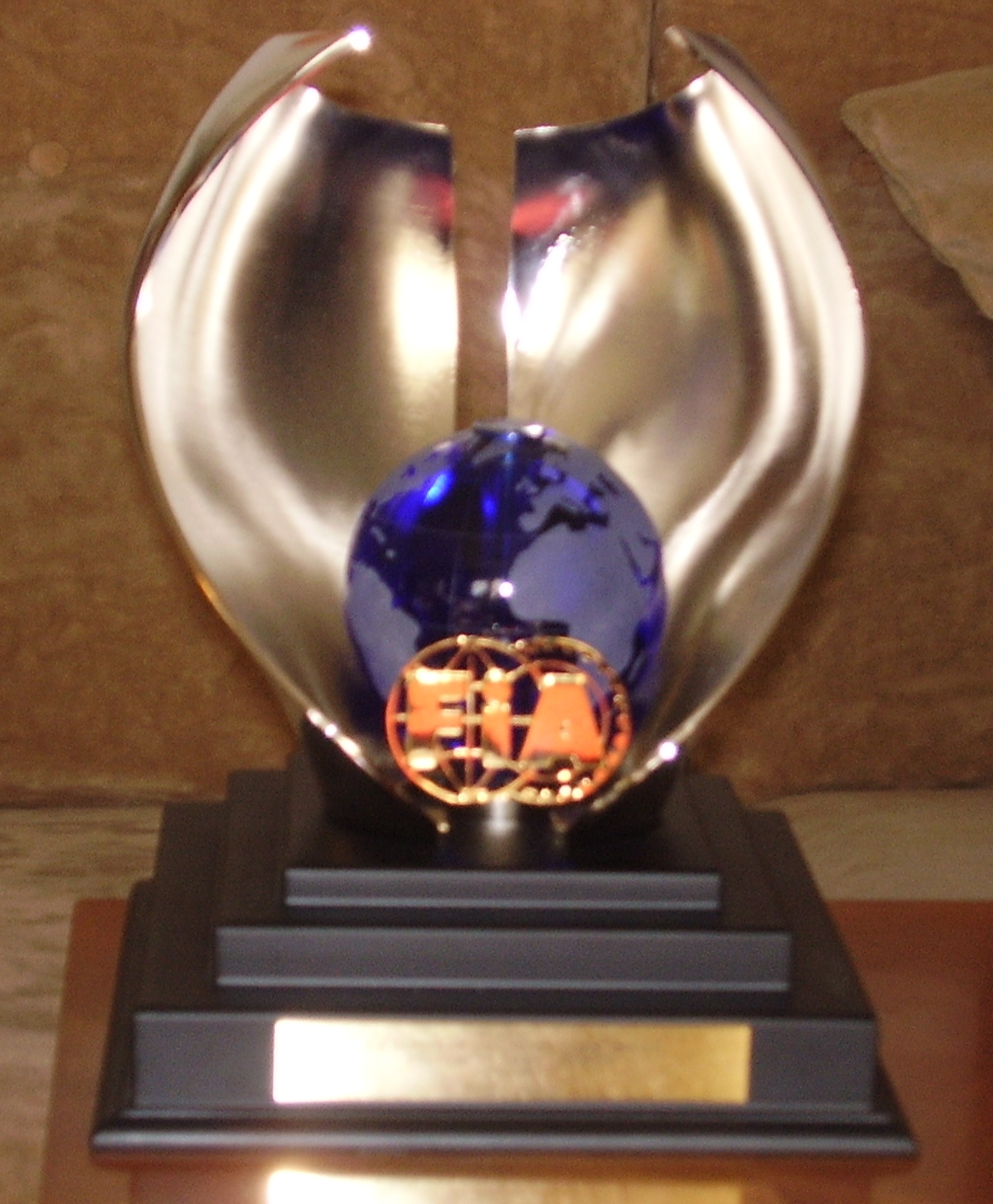
La copa adjudicada per la FIA al guanyador del Campionat d'Europa de muntanya del 2010

Els primers campionats d'Europa de muntanya es van disputar entre 1930 i 1933 sota les regles de l'Associació Internacional de Clubs d'Automobilisme Reconeguts (AIACR), l'antecessora de la FIA. Després d'una llarga pausa fins al 1957, el campionat es posà sota el paraigua, aquest cop, de la FIA.
De 1963 a 1967, les pujades de muntanya formaven part també del Campionat del Món de "sportscar", sobretot els primers tres anys amb quatre de les 20 a 22 proves. Les curses més representatives eren les de Rossfeld, Friburg i Ollon-Villars. A Suïssa hi havia, durant aquests cinc anys, les d'Ollon-Villars i Crans-Montana. D'ençà del 1967 i fins al 1988, una de les curses de referència del campionat fou la Pujada al Montseny, organitzada pel RACC.
Els italians Mauro Nesti i Simone Faggioli varen ser, respectivament, nou i sis vegades campions d'Europa de l'especialitat en la categoria més potent dels cotxes sport/prototipus/F3000 (oberts) i el francès Francis Dosières en fou cinc vegades en la categoria producció/cotxes de sèrie/turisme/gran turisme (tancats). El català Joan Fernández guanyà dos campionats consecutius en categoria sport els anys 1973 i 1974.
El 2014, la FCUP (cotxes dels grups E1, turisme, i E2-SH, siluetes) i la FCHA (cotxes dels grups E2-SS -monoplaces- i N, A, GT, CN/E2-SC) s'apartaren del Campionat d'Europa i es creà una nova competició per a ells, la Coupe Internationale FIA. Les curses d'aquesta copa són específiques, diferents de les del campionat continental. També el 2014, el reglament passà a autoritzar només una sola cursa per estat dins les 12 que integraven la temporada.

### Títols
Noms oficials dels diversos campionats històrics i actuals:
- AIACR: AIACR European Hill Climb Championship (Campionat d'Europa de muntanya de l'AIACR)
- EHCC : FIA European Hill Climb Championship (Campionat d'Europa de muntanya de la FIA)
- FCUP : FIA European Hill Climb Cup (Copa d'Europa de muntanya de la FIA)
- FCHA : FIA International Hill Climb Challenge (Challenge internacional de muntanya de la FIA)

## Categories
Des de 1985:
- Categoria i (tancats): Cotxes de Producció (Gr.N), de Turisme (Gr.A, incloent-hi WRC, Super1600, i Gr.R2 et R3), Super 2000 (Gr.S20, incloent-hi Gr.R4 i R5), i de Gran Turisme (Gr.GT, amb GT1, GT3 i RGT)
- Categoria ii (majoritàriament oberts): Cotxes de curses (Gr.D/E2SS, monoplaces de Fórmula 3, cotxes de Sport-producció i de competició (Gr.CN/E2-SC, biplaces inclosos tancats fins a 3000 cc i cotxes d'aspecte gran sèrie 4 places amb forma de parebrisa (Gr.E2-SH).

## Temporada 2016
| #  | Data        | Cursa                                                    | Lloc               | País       |
| -- | ----------- | -------------------------------------------------------- | ------------------ | ---------- |
| 1  | 17 abril    | 44a Course de Côte Saint Jean du Gard - Col Saint Pierre | Saint-Jean-du-Gard | França     |
| 2  | 24 abril    | 44a Rechbergrenn                                         | Rechberg           | Àustria    |
| 3  | 8 maig      | 37a Rampa Internacional da Falperra                      | Braga              | Portugal   |
| 4  | 15 maig     | 45a Subida Internacional al Fito                         | Parres             | Espanya    |
| 5  | 5 juny      | 36a Ecce Homo Sternberk                                  | Šternberk          | Txèquia    |
| 6  | 26 juny     | 55a Ascoli "Coppa Paolino Teodori"                       | Ascoli Piceno      | Itàlia     |
| 7  | 9 juliol    | 8a Limanowa                                              | Limanowa           | Polònia    |
| 8  | 17 juliol   | 33a Dobsinsky Kopec                                      | Dobšiná            | Eslovàquia |
| 9  | 31 juliol   | 21a ADAC Glasbachrennen                                  | Steinbach          | Alemanya   |
| 10 | 21 agost    | 73a Course de côte Saint-Ursanne - Les Rangiers          | Saint-Ursanne      | Suïssa     |
| 11 | 4 setembre  | 22a GHD Petrol Ilirska Bistrica                          | Ilirska Bistrica   | Eslovènia  |
| 12 | 18 setembre | 35a Buzetski Dani                                        | Buzet              | Croàcia    |

## Palmarès
A 1 de gener de 2016
| Temporada                | Classe              | Pilot                      | Xassís                              |
| ------------------------ | ------------------- | -------------------------- | ----------------------------------- |
| 1930                     | AIACR (Racing cars) | Hans Stuck                 | Austro-Daimler                      |
| 1930                     | AIACR (Sport cars)  | Rudolf Caracciola          | Mercedes-Benz SSKL                  |
| 1931                     | AIACR (Racing cars) | Juan Zanelli               | Nacional Pescara                    |
| 1931                     | AIACR (Sport cars)  | Rudolf Caracciola          | Mercedes-Benz SSKL                  |
| 1932                     | AIACR (Racing cars) | Rudolf Caracciola          | Alfa Romeo                          |
| 1932                     | AIACR (Sport cars)  | Hans Stuck                 | Mercedes-Benz                       |
| 1933                     | AIACR (Racing cars) | Carlo Felice Trossi        | Alfa Romeo                          |
| 1933                     | AIACR (Sport cars)  | Mario Tadini               | Alfa Romeo                          |
| 1934 - 1956: No disputat |                     |                            |                                     |
| 1957                     | EHCC (Sports Car)   | Willy Daetwyler            | Maserati 200SI                      |
| 1958                     | EHCC (Sports Car)   | Wolfgang von Trips         | Porsche RSK                         |
| 1959                     | EHCC (Sport Car)    | Edgar Barth                | Porsche RSK 1500                    |
| 1960                     | EHCC (Gran Turisme) | Fritz Huschke von Hanstein | Porsche Carrera                     |
| 1960                     | EHCC (Sports Car)   | Heini Walter               | Porsche RS60                        |
| 1961                     | EHCC (Gran Turisme) | Heinz Schiller             | Porsche Carrera                     |
| 1961                     | EHCC (Sports Car)   | Heini Walter               | Porsche RS61                        |
| 1962                     | EHCC (Gran Turisme) | Hans Kühnis                | Porsche Carrera                     |
| 1962                     | EHCC (Sports Car)   | Ludovico Scarfiotti        | Ferrari Dino 196SP                  |
| 1963                     | EHCC (Gran Turisme) | Herbert Müller             | Porsche 356 Carrera GTL             |
| 1963                     | EHCC (Sports Car)   | Edgar Barth                | Porsche 718 WRS                     |
| 1964                     | EHCC (Gran Turisme) | Heini Walter               | Porsche 904 GTS                     |
| 1964                     | EHCC (Sports Car)   | Edgar Barth                | Porsche 904/8                       |
| 1965                     | EHCC (Gran Turisme) | Herbert Müller             | Porsche 904                         |
| 1965                     | EHCC (Sports Car)   | Ludovico Scarfiotti        | Ferrari Dino 206P                   |
| 1966                     | EHCC (Gran Turisme) | Eberhard Mahle             | Porsche 911                         |
| 1966                     | EHCC (Sports Car)   | Gerhard Mitter             | Porsche 910 Coupé (Gr. P)           |
| 1967                     | EHCC (Serial Car)   | Ignazio Giunti             | Alfa Romeo Giulia GTA               |
| 1967                     | EHCC (Touring Car)  | Rüdi Lins                  | Porsche Carrera 6 (Gr. S)           |
| 1967                     | EHCC (Gran Turisme) | Anton Fischhaber           | Porsche 911S                        |
| 1967                     | EHCC (Sports Car)   | Gerhard Mitter             | Porsche 910 Bergspyder (Gr. 7)      |
| 1968                     | EHCC (Serial Car)   | Ernst Furtmayr             | BMW 2002 Ti                         |
| 1968                     | EHCC (Touring Car)  | Sepp Greger                | Porsche Carrera 6 (Gr. S)           |
| 1968                     | EHCC (Gran Turisme) | Holger Zarges              | Porsche 911T                        |
| 1968                     | EHCC (Sports Car)   | Gerhard Mitter             | Porsche 910 Bergspyder (Gr. P)      |
| 1969                     | EHCC (Serial Car)   | Ernst Furtmayr             | BMW 2002 Ti (Gr. 2)                 |
| 1969                     | EHCC (Touring Car)  | Arturo Merzario            | Abarth 2000S (Gr. 4+6)              |
| 1969                     | EHCC (Gran Turisme) | Sepp Greger                | Porsche 911T (Gr. 3)                |
| 1969                     | EHCC (Sports Car)   | Peter Schetty              | Ferrari 212E Montagna (Gr. 7)       |
| 1970                     | EHCC (Serial Car)   | Ernst Furtmayr             | BMW 2800 CS (Gr. 2)                 |
| 1970                     | EHCC (Gran Turisme) | Claude Haldi               | Porsche 911S (Gr. 4)                |
| 1970                     | EHCC (Sports Car)   | Johannes Ortner            | Abarth 3000 (Gr. 5)                 |
| 1971                     | EHCC (Serial Car)   | Walter Brun                | BMW 2800 CS (Gr. 2)                 |
| 1971                     | EHCC (Gran Turisme) | Willi Bartels              | Porsche 908 (Gr. 4)                 |
| 1971                     | EHCC (Sports Car)   | Johannes Ortner            | Abarth 3000 (Gr. 5)                 |
| 1972                     | EHCC (Serial Car)   | Helmut Mander              | Opel Kadett (Gr. 2)                 |
| 1972                     | EHCC (Gran Turisme) | Anton Fischhaber           | Porsche 911S (Gr. 4)                |
| 1972                     | EHCC (Sports Car)   | Franco Pilone              | Abarth 2000 (Gr. 5+7)               |
| 1972                     | EHCC (Racing Car)   | Xavier Perrot              | March 722 Ford (Gr. 8+9)            |
| 1973                     | EHCC (Gran Turisme) | Sepp Greger                | Porsche Carrera (Gr. 4)             |
| 1973                     | EHCC (Sports Car)   | Joan Fernández             | Porsche 908/3 (Gr. 7)               |
| 1973                     | EHCC (Racing Car)   | Robert "Jimmy" Mieusset    | March 722 Ford (Gr. 8+9)            |
| 1974                     | EHCC (Gran Turisme) | Anton Fischhaber           | Porsche 911 Carrera (Gr. 4)         |
| 1974                     | EHCC (Sports Car)   | Joan Fernández             | Osella PA2 Abarth (Gr. 7)           |
| 1974                     | EHCC (Racing Car)   | Robert "Jimmy" Mieusset    | March 742 BMW (Gr. 8+9)             |
| 1975                     | EHCC (Serial Car)   | Jean-Claude Béring         | Porsche Carrera RSR (Gr. 3)         |
| 1975                     | EHCC (Touring Car)  | Willy Siller               | BMW 2002 Ti (Gr. 5)                 |
| 1975                     | EHCC (Racing Car)   | Mauro Nesti                | Lola T294 BMW (Gr. 6)               |
| 1976                     | EHCC (Serial Car)   | Jean-Claude Béring         | Porsche Carrera RSR (Gr. 3)         |
| 1976                     | EHCC (Touring Car)  | Willi Bartels              | Porsche Carrera RSR (Gr. 5)         |
| 1976                     | EHCC (Racing Car)   | Mauro Nesti                | Lola T294 BMW (Gr. 6)               |
| 1977                     | EHCC (Serial Car)   | Heinz-Jurgen Pöhlmann      | Ford Escort 1800 RS (Gr. 2)         |
| 1977                     | EHCC (Touring Car)  | Anton Fischhaber           | Porsche Carrera RS (Gr. 3)          |
| 1977                     | EHCC (Racing Car)   | Mauro Nesti                | Lola T296 BMW (Gr. 6)               |
| 1978                     | EHCC (Serial Car)   | Herbert Stenger            | Ford Escort RS (Gr. 1)              |
| 1978                     | EHCC (Touring Car)  | Jacques Alméras            | Porsche 934 Turbo (Gr. 4)           |
| 1978                     | EHCC (Racing Car)   | Jean-Marie Alméras         | Porsche 935 (Gr. 5)                 |
| 1979                     | EHCC (Serial Car)   | Romain Wolff               | Ford Escort 2000 RS (Gr. 1)         |
| 1979                     | EHCC (Touring Car)  | Jacques Alméras            | Porsche 934 Turbo (Gr. 4)           |
| 1979                     | EHCC (Racing Car)   | Jean-Marie Alméras         | Porsche 935 (Gr. 5)                 |
| 1980                     | EHCC (Serial Car)   | Roland Biancone            | Porsche 930 (Gr. 3)                 |
| 1980                     | EHCC (Touring Car)  | Jacques Alméras            | Porsche 934 Turbo (Gr. 4)           |
| 1980                     | EHCC (Racing Car)   | Jean-Marie Alméras         | Porsche 935 K3 (Gr. 5)              |
| 1981                     | EHCC (Serial Car)   | Karl-Heinz Linnig          | Porsche 930 (Gr. 3)                 |
| 1981                     | EHCC (Touring Car)  | Herbert Stenger            | Ford Escort RS (Gr. 2)              |
| 1981                     | EHCC (Racing Car)   | Jean-Louis Bos             | Lola T298 BMW (Gr. 6)               |
| 1982                     | EHCC (Serial Car)   | Herbert Hürter             | Ford Escort RS (Gr. 1)              |
| 1982                     | EHCC (Touring Car)  | Jacques Guillot            | Porsche 930 (Gr. B)                 |
| 1982                     | EHCC (Racing Car)   | Herbert Stenger            | Ford Capri Turbo Zakspeed (Gr. 2)   |
| 1983                     | EHCC (Serial Car)   | Giovanni Rossi             | BMW 528i (Gr. A)                    |
| 1983                     | EHCC (Sports Car)   | Rolf Göring                | BMW M1 (Gr. 4)                      |
| 1983                     | EHCC (Racing Car)   | Mauro Nesti                | Osella PA9 BMW (Gr. 6)              |
| 1984                     | EHCC (Serial Car)   | Giovanni Rossi             | BMW M1 (Gr. B)                      |
| 1984                     | EHCC (Sports Car)   | Rolf Göring                | BMW M1 (Gr. B)                      |
| 1984                     | EHCC (Racing Car)   | Mauro Nesti                | Osella PA9 BMW (Gr. 6)              |
| 1985                     | EHCC (Cat. i)       | Francis Dosières           | BMW 635 CSi (Gr. A)                 |
| 1985                     | EHCC (Cat. ii)      | Mauro Nesti                | Osella PA9 BMW (Gr. 6)              |
| 1986                     | EHCC (Cat. i)       | Claude-François Jeanneret  | Audi Quattro A2 (Gr. B)             |
| 1986                     | EHCC (Cat. ii)      | Mauro Nesti                | Osella PA9 BMW (Gr. 6)              |
| 1987                     | EHCC (Cat. i)       | Claude-François Jeanneret  | Audi Quattro A2 (Gr. B)             |
| 1987                     | EHCC (Cat. ii)      | Mauro Nesti                | Osella PA9 BMW (Gr. C3)             |
| 1988                     | EHCC (Cat. i)       | Giovanni Rossi             | Renault 5 Maxi Turbo (Gr. B)        |
| 1988                     | EHCC (Cat. ii)      | Mauro Nesti                | Osella PA9 BMW (Gr. C3)             |
| 1989                     | EHCC (Cat. i)       | Francis Dosières           | BMW M3 (Gr. A)                      |
| 1989                     | EHCC (Cat. ii)      | Andrés Vilariño            | Lola T298 Repsol (Gr. C3)           |
| 1990                     | EHCC (Cat. i)       | Francis Dosières           | BMW M3 (Gr. A)                      |
| 1990                     | EHCC (Cat. ii)      | Andrés Vilariño            | Lola T298 Repsol (Gr. C3)           |
| 1991                     | EHCC (Cat. i)       | Iñaki Goiburu              | BMW M3 (Gr. A)                      |
| 1991                     | EHCC (Cat. ii)      | Andrés Vilariño            | Lola T298 Repsol (Gr. C3)           |
| 1992                     | EHCC (Cat. i)       | Francis Dosières           | BMW M3 (Gr. A)                      |
| 1992                     | EHCC (Cat. ii)      | Andrés Vilariño            | Lola T298 Repsol (Gr. C3)           |
| 1993                     | EHCC (Cat. i)       | Francis Dosières           | BMW M3 (Gr. A)                      |
| 1993                     | EHCC (Cat. ii)      | Pancho Egozkue             | Osella PA9/90 BMW (Gr. C3)          |
| 1994                     | EHCC (Cat. i)       | Josef Kopecký              | Ford Escort RS Cosworth (Gr. N)     |
| 1994                     | EHCC (Cat. ii)      | Pancho Egozkue             | Osella PA9/90 BMW (Gr. C3)          |
| 1995                     | EHCC (Cat. i)       | Otakar Krámský             | BMW M3 (Gr. A)                      |
| 1995                     | EHCC (Cat. ii)      | Fabio Danti                | Lucchini P3-94M BMW (Gr. CN)        |
| 1996                     | EHCC (Cat. i)       | Bruno Houzelot             | Ford Escort RS Cosworth (Gr. N)     |
| 1996                     | EHCC (Cat. ii)      | Fabio Danti                | Osella PA20S BMW (Gr. CN)           |
| 1997                     | EHCC (Cat. i)       | Otakar Krámský             | BMW M3 (Gr. A)                      |
| 1997                     | EHCC (Cat. ii)      | Pasquale Irlando           | Osella PA20S BMW (Gr. CN)           |
| 1998                     | EHCC (Cat. i)       | Otakar Krámský             | BMW M3 (Gr. A)                      |
| 1998                     | EHCC (Cat. ii)      | Pasquale Irlando           | Osella PA20S BMW (Gr. CN)           |
| 1999                     | EHCC (Cat. i)       | Niko Pulic                 | BMW M3 (Gr. A)                      |
| 1999                     | EHCC (Cat. ii)      | Pasquale Irlando           | Osella PA20S BMW (Gr. CN)           |
| 2000                     | EHCC (Cat. i)       | Niko Pulic                 | BMW M3 (Gr. A)                      |
| 2000                     | EHCC (Cat. ii)      | Franz Tschager             | Osella PA20S BMW (Gr. CN)           |
| 2001                     | EHCC (Cat. i)       | Niko Pulic                 | BMW M3 (Gr. A)                      |
| 2001                     | EHCC (Cat. ii)      | Franz Tschager             | Osella PA20S BMW (Gr. CN)           |
| 2002                     | EHCC (Cat. i)       | Piergiorgio Bedini         | Ford Escort RS Cosworth (Gr. N)     |
| 2002                     | EHCC (Cat. ii)      | Franz Tschager             | Osella PA20S BMW (Gr. CN)           |
| 2003                     | EHCC (Cat. i)       | Robert Šenkýr              | BMW M3 (Gr. A)                      |
| 2003                     | EHCC (Cat. ii)      | Denny Zardo                | Osella PA20S BMW (Gr. CN)           |
| 2003                     | FCUP                | Laszlo Szasz               | Reynard 93D F3000 (Gr. E2)          |
| 2004                     | EHCC (Cat. i)       | Robert Šenkýr              | BMW M3 (Gr. A)                      |
| 2004                     | EHCC (Cat. ii)      | Giulio Regosa              | Osella PA20S BMW (Gr. CN)           |
| 2004                     | FCHA                | Georg Plasa                | BMW 320-Judd (Gr. E1)               |
| 2005                     | EHCC (Cat. i)       | Jörg Weidinger             | BMW M3 (Gr. N)                      |
| 2005                     | EHCC (Cat. ii)      | Simone Faggioli            | Osella PA21S (Gr. CN2)              |
| 2005                     | FCUP                | Ander Vilariño             | Reynard 01L F3000 (Gr. E2)          |
| 2005                     | FCHA                | Georg Plasa                | BMW 320-Judd (Gr. E1)               |
| 2006                     | EHCC (Cat. i)       | Jörg Weidinger             | BMW M3 (Gr. N)                      |
| 2006                     | EHCC (Cat. ii)      | Giulio Regosa              | Lola-Cosworth B99/50 F3000 (Gr. E2) |
| 2006                     | FCUP                | Georg Plasa                | BMW 320-Judd (Gr. E1)               |
| 2006                     | FCHA                | László Hernádi             | BMW M3 (Gr. A)                      |
| 2007                     | EHCC (Cat. i)       | Peter Jurena               | Mitsubishi Lancer Evo ix (Gr. N)    |
| 2007                     | EHCC (Cat. ii)      | Ander Vilariño             | Reynard 01L F3000 (Gr. E2)          |
| 2007                     | FCUP                | Georg Plasa                | BMW 320-Judd (Gr. E1)               |
| 2007                     | FCHA                | László Hernádi             | BMW M3 (Gr. A)                      |
| 2008                     | EHCC (Cat. i)       | Miroslav Jakeš             | Mitsubishi Lancer Evo ix (Gr. N)    |
| 2008                     | EHCC (Cat. ii)      | Lionel Régal               | Reynard 01L F3000 (Gr. E2)          |
| 2008                     | FCUP                | Georg Plasa                | BMW 320-Judd (Gr. E1)               |
| 2008                     | FCHA                | László Hernádi             | BMW M3 (Gr. A)                      |
| 2009                     | EHCC (Cat. i)       | Vaclav Janik               | Mitsubishi Lancer Evo viii (Gr. A)  |
| 2009                     | EHCC (Cat. ii)      | Simone Faggioli            | Osella FA30 (Gr. E2M)               |
| 2009                     | FCUP Region 1.      | Dan Michl                  | Opel Michl (Gr. E1)                 |
| 2009                     | FCUP Region 2.      | Georg Plasa                | BMW 320-Judd (Gr. E1)               |
| 2009                     | FCHA Region 1.      | Rudi Bicciato              | Mitsubishi Lancer Evo ix (Gr. N)    |
| 2009                     | FCHA Region 2.      | Rudi Bicciato              | Mitsubishi Lancer Evo ix (Gr. N)    |
| 2010                     | EHCC (Cat. i)       | Roland Wanek               | Mitsubishi Lancer Evo ix (Gr. N)    |
| 2010                     | EHCC (Cat. ii)      | Simone Faggioli            | Osella FA30 (Gr. E2M)               |
| 2011                     | EHCC (Cat. i)       | Aleš Prek                  | Mitsubishi Lancer Evo ix (Gr. N)    |
| 2011                     | EHCC (Cat. ii)      | Simone Faggioli            | Osella FA30 (Gr. E2-SS)             |
| 2012                     | EHCC (Cat. i)       | Dušan Borkovic             | Mitsubishi Lancer Evo ix (Gr. N)    |
| 2012                     | EHCC (Cat. ii)      | Simone Faggioli            | Osella FA30 (Gr. E2-SS)             |
| 2013                     | EHCC (Cat. i)       | Tomislav Muhvic            | Mitsubishi Lancer Evo ix (Gr. N)    |
| 2013                     | EHCC (Cat. ii)      | Simone Faggioli            | Osella FA30 (Gr. E2-SS)             |
| 2014                     | EHCC (Cat. i)       | Igor Stefanovski           | Mitsubishi Lancer Evo ix (Gr. N)    |
| 2014                     | EHCC (Cat. ii)      | Simone Faggioli            | Norma M20 FC (Gr. E2-SS)            |
| 2015                     | EHCC (Cat. i)       | Igor Stefanovski           | Mitsubishi Lancer Evo ix (Gr. N)    |
| 2015                     | EHCC (Cat. ii)      | Simone Faggioli            | Norma M20 FC (Gr. E2-SS)            |

### Curses destacades
- Àustria: Rechberg i Dobratsch (Gran Premi d'Àustria)
- Alemanya: Rossfeld, Trier (Gran Premi d'Alemanya)
- Suïssa : Saint Ursanne/Les Rangiers
- Itàlia : Trento-Bondone, Coppa Bruno Carotti (Rieti), Cesana-Sestrières
- França : Mont-Dore, Turckheim, Col Saint-Pierre
- Portugal: Rampa da Falperra, Serra da Estrela
- Espanya : Al Fito
- Països Catalans: Montseny i Puig Major
- República Txeca: Ecce Homo (Šternberk)
- Regne Unit: Shelsley Walsh Open (Worcestershire)
- Hongria: Pecs[b]
- Període d'entreguerres: Semmering (Àustria), Klausen (Gran Premi de Suïssa), Schauinsland (Alemanya), Stelvio (Itàlia), Tatras (Polónia), Arrabassada (Catalunya)